# Cola-Fröschli
Cola-Fröschli, auch Goggifröschli, verschriftlicht als Goggi-Fröschli, Goggifröschli, Coci-Fröschli oder Cocifröschli, ist ein Schweizer Hartbonbon in Froschform mit Colageschmack. Das Cola-Fröschli wird seit 1938 hergestellt und fand im Jahr 2008 Eingang in die Liste des kulinarischen Erbes der Schweiz.

## Geschichte
Der Autoimporteur Max Stooss lernte auf einer Geschäftsreise in den USA das Getränk Coca-Cola kennen und entschloss sich, es in die Schweiz zu importieren. Am 6. März 1936 erhielt er die Rechte zur Lizenzproduktion von Coca-Cola in der Westschweiz für die Kantone Waadt, Genf und Freiburg sowie eine Option für die Dauer von fünf Jahren für die gesamte Schweiz.
Im Läckerli Huus Basel begann der aus Meiringen stammende André (eigentlich Andreas) Klein 1938 damit, den Geschmack des Getränkes in eine Süssigkeit zu übertragen. Er verwendete Zucker- und Glukosesirup, Wasser und Caramelsirup und erhitzte diese Masse zusammen mit Cola-Aroma auf 130 Grad Celsius. Die noch weiche Masse formte er in die Form liegender Frösche, womit er besonders Kinder ansprechen wollte. Durch das Erkalten entstanden dabei die fünf Gramm schweren Hartbonbons.
Das Läckerli Huus verkaufte 2015 die Traditionsmarke an die Egli Import AG in Effretikon. Das Cola-Fröschli wird weiterhin in unveränderter Rezeptur im Baselbiet hergestellt.

## Varianten
Das originale Cola-Fröschli machte etwa 90 % des Verkaufs aus. Daneben wurden aber auch noch Himbeer-Fröschli, Zitronen-Fröschli und Caramel-Fröschli produziert, jedoch wurde die Produktion dieser Varianten wieder eingestellt. Das Fröschli-Hartbonbon ist ganzjährig und schweizweit an Kiosken oder in Bäckereien, im Offenverkauf nach Gewicht oder Stückzahl, erhältlich. Die normalen Cola-Fröschli werden auch in Beutel zu 140 Gramm und in Verkaufsverpackungen zu 1,2 kg angeboten.